# Timo Bernhard

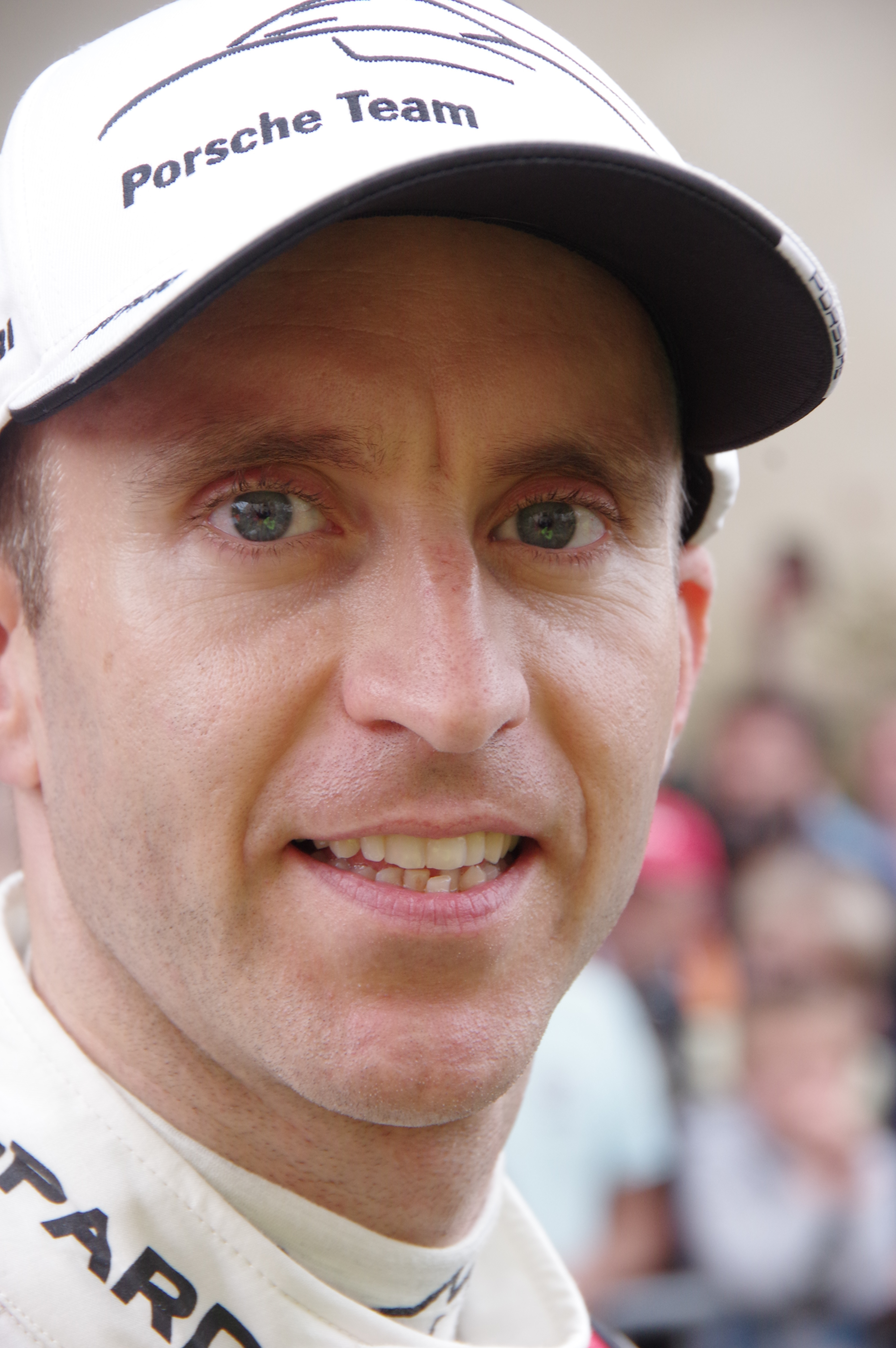
Timo Bernhard 2016 in Le Mans

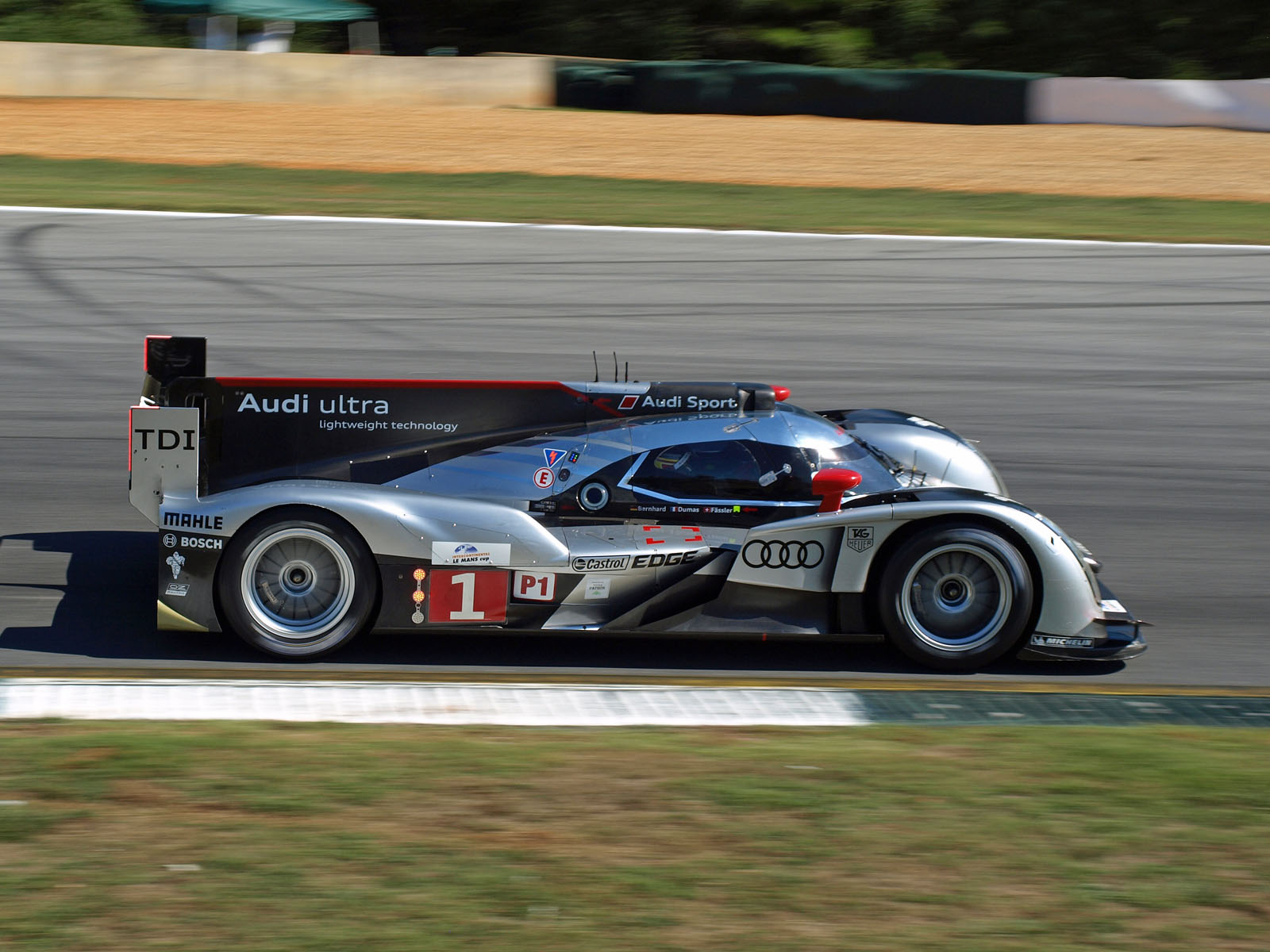
Timo Bernhard im Audi R18 beim Petit Le Mans 2011

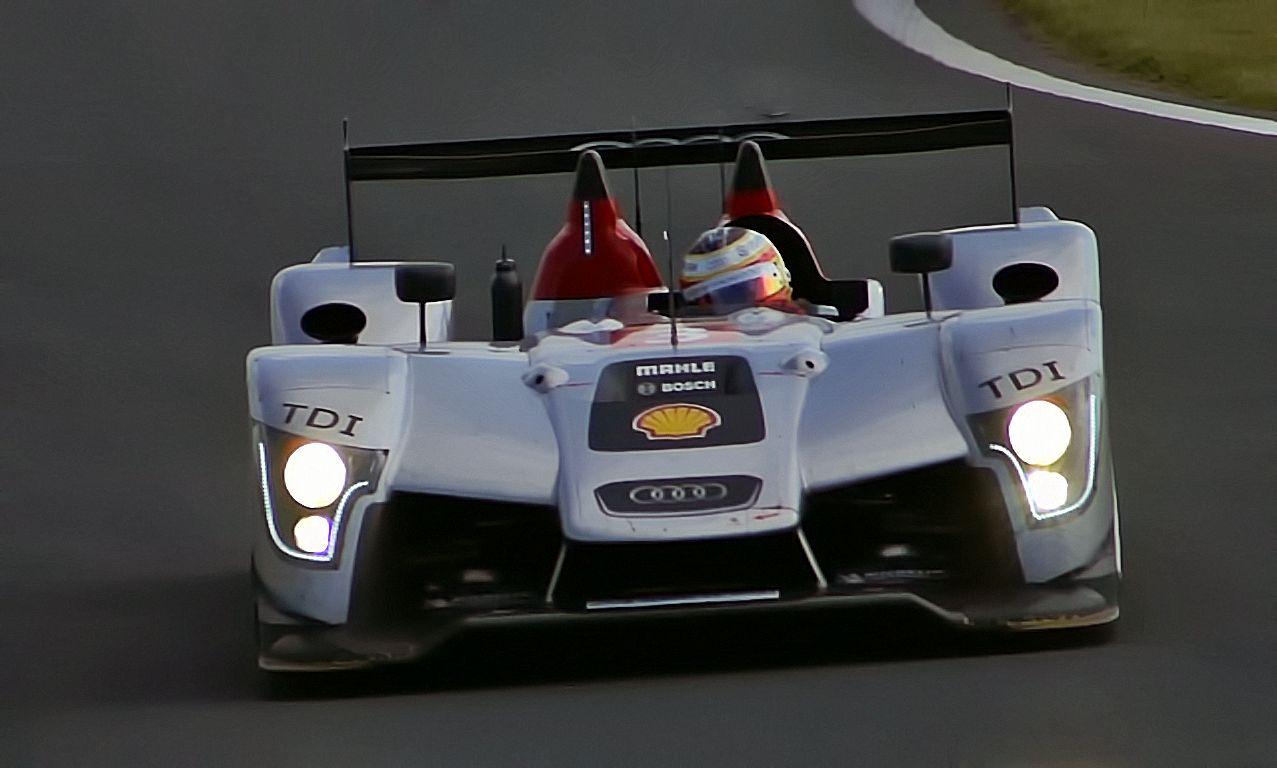
Timo Bernhard im Audi R15 TDI beim 24-Stunden-Rennen von Le Mans 2009

Timo Bernhard (* 24. Februar 1981 in Homburg) ist ein ehemaliger deutscher Automobilrennfahrer. 2015 und 2017 wurde er Fahrerweltmeister der FIA-Langstrecken-Weltmeisterschaft (WEC).

## Karriere

### Erste Jahre
Bernhard begann im Alter von 10 Jahren mit dem Kartfahren. Die erste Station war der Kartslalom, wo er 1991 in seinem ersten Jahr die Pfalz-Meisterschaft gewann. Danach fuhr er Rennkart, gewann 1993 den Baden-Pokal und 1994 die DMV-Meisterschaft. Bedeutend war das Jahr 1995, in dem er den Deutschen Junior Kartpokal und den DMV Junior Cup gewann und den 5. Platz bei der Junioren-Kartweltmeisterschaft belegte. Nach zwei erfolgreichen Jahren in der Deutschen Kartmeisterschaft wechselte er in den Formelsport.
Die nächsten Stationen waren die Formel Ford und der Porsche Carrera Cup, bevor Bernhard 2001 mit einem 2. Platz in der GT-Klasse bei den 12-Stunden-Rennen von Sebring debütierte. In diesem Jahr wurde er Meister im Porsche Carrera Cup, wobei er auch als erster Porsche-Junior-Fahrer einen Lauf des Michelin-Supercup für sich entscheiden konnte. Im Jahr 2002, das erste als Porsche Werksfahrer, fuhr er in der American Le Mans Series. Dort konnte er seitdem zahlreiche Erfolge in der GT2-Klasse der American Le Mans Series feiern und wurde 2004 Meister in dieser Klasse. Ein weiterer großer Erfolg in seiner Karriere war der Gesamtsieg auf einem Porsche 996 GT3 RS bei den 24-Stunden-Rennen von Daytona im Jahr 2003.

### Werksfahrer bei Porsche und Einsätze für Audi
Ab 2006 startete er in einem Porsche RS Spyder für das Penske-Team in der Prototypenklasse LMP2. Das Jahr 2007 war für Timo Bernhard von großer Bedeutung. Er gewann die American Le Mans Series in der Prototypenklasse LMP2, außerdem konnte er, gemeinsam mit seinem Teamkollegen Romain Dumas, bei acht Rennen den Gesamtsieg nach Hause fahren. Außerdem gewann Timo Bernhard 2006 mit Lucas Luhr, Mike Rockenfeller und Marcel Tiemann das 24-Stunden-Rennen auf dem Nürburgring. Diesen Erfolg konnte er 2007, 2008, 2009 und 2011 wiederholen.
Seit der Saison 2011 fährt Timo Bernhard auch erfolgreich in der Deutschen Rallye Meisterschaft, mit einem vom Penske Sportwagenzentrum eingesetzten Porsche GT3 Cup ST. Das Einsatzteam unter der Leitung seines Vaters Rüdiger Bernhard ist das KÜS Team75 Bernhard. Seit 2013 nimmt das Team am Porsche Carrera Cup Deutschland teil und seit 2016 an der Rennserie ADAC GT Masters. Bernhard startet seit 2014 mit Porsche in Le Mans. 2010 gewann er das bedeutende 24-Stunden-Rennen von Le Mans 2010 zusammen mit Romain Dumas und Mike Rockenfeller in einem Audi R15.
2014 erhielt Bernhard ein Cockpit in der FIA-Langstrecken-Weltmeisterschaft (WEC) beim neu in die Meisterschaft eingestiegenen Hersteller Porsche. Seine Teamkollegen wurden Brendon Hartley und Mark Webber. Drei dritte Plätze waren die besten Ergebnisse der drei. In der Fahrerweltmeisterschaft wurden Bernhard und seine Teamkollegen Neunte. 2015 bildete Bernhard erneut ein Fahrertrio mit Hartley und Webber. Nach einem Ausfall beim Saisonauftakt, wurden die drei Fahrer Dritte in Spa-Francorchamps und Zweite in Le Mans. Die folgenden vier Rennen auf dem Nürburgring, in Austin, Fuji und Shanghai gewann das Fahrertrio. Ein fünfter Platz beim Saisonfinale in as-Sachir reichte schließlich aus, um den Fahrerweltmeistertitel zu gewinnen. Bernhard, Hartley und Webber setzten sich mit 166 zu 161 Punkten gegen Marcel Fässler, André Lotterer und Benoît Tréluyer durch. 2016 wurde das Fahrertrio beibehalten, die Rennen auf dem Nürburgring, in Mexiko-Stadt, in Austin und in Shanghai konnten gewonnen werden. In der Gesamtwertung erreichte das Team den vierten Platz.
Am 29. Juni 2018 fuhr Bernhard mit dem Porsche 919 Hybrid Evo auf der Nordschleife eine neue Bestzeit von 5:19,546 Minuten. Damit wurde der bisherige Rekord von Stefan Bellof vom 28. Mai 1983 mit 6:11,13 Minuten nach über 35 Jahren um 51,58 Sekunden verbessert. Die Durchschnittsgeschwindigkeit der Rekordrunde betrug 234,69 km/h.
Im Dezember 2019 gab Timo Bernhard seinen Rücktritt als Fahrer mit dem Ablauf der Rennsaison 2019 bekannt.
2020 kehrte Bernhard für das 24-Stunden-Rennen auf dem Nürburgring aus dem Ruhestand zurück, da Porsche aufgrund positiver Tests auf COVID-19 beim zuvor stattfindenden 24-Stunden-Rennen von Le Mans einige ursprünglich für das Rennen auf dem Nürburgring geplante Fahrer zurückziehen musste. Er belegte mit dem Team KCMG den 13. Platz.

## Statistik

### Erfolge (Auszug)
- 1991: ADAC Pfalzmeister Jugendkart Slalom
- 1993: 1. Platz ADAC Baden A-Junior
- 1994: 1. Platz DMV Bundesmeisterschaft A-Junior
- 1995: 1. Platz Deutscher Junior-Kart-Pokal
- 1995: 5. Platz CIK/FIA Junioren-Kart-Weltmeisterschaft
- 1995: 1. Platz DMV Junior Cup
- 1997: 3. Platz Deutsche Kart Meisterschaft
- 1998: 6. Platz Formel Ford Eurocup
- 1999: 3. Platz Deutsche Formel Ford Meisterschaft
- 2000: 3. Platz Porsche Carrera Cup
- 2001: 1. Platz Porsche Carrera Cup
- 2002: 1. Platz 24-Stunden-Rennen von Le Mans (GT)
- 2002: 1. Platz 24-Stunden-Rennen von Daytona (GT)
- 2002: 2. Platz 24-Stunden-Rennen auf dem Nürburgring
- 2002: 3. Platz Porsche Michelin Supercup
- 2003: Gesamtsieg 24-Stunden-Rennen von Daytona
- 2003: 2. Platz American Le Mans Series (GT)
- 2004: 1. Platz American Le Mans Series (GT)
- 2004: 1. Platz Petit Le Mans
- 2004: 1. Platz 12-Stunden-Rennen von Sebring (GT)
- 2006: 1. Platz Petit Le Mans (LMP2)
- 2006: Gesamtsieg American Le Mans Series Lauf in Mid-Ohio
- 2006: Gesamtsieg 24-Stunden-Rennen auf dem Nürburgring
- 2007: 1. Platz American Le Mans Series (LMP2)
- 2007: Gesamtsieg 24-Stunden-Rennen auf dem Nürburgring
- 2008: Gesamtsieg 12-Stunden-Rennen von Sebring
- 2008: 1. Platz American Le Mans Series (LMP2)
- 2008: Gesamtsieg 24-Stunden-Rennen auf dem Nürburgring
- 2009: Gesamtsieg 24-Stunden-Rennen auf dem Nürburgring
- 2010: Gesamtsieg 24-Stunden-Rennen von Le Mans
- 2011: Gesamtsieg 24-Stunden-Rennen auf dem Nürburgring
- 2017: Gesamtsieg 24-Stunden-Rennen von Le Mans

### Le-Mans-Ergebnisse
| Jahr | Team                     | Fahrzeug            | Teamkollege       | Teamkollege      | Platzierung             | Ausfallgrund |
| ---- | ------------------------ | ------------------- | ----------------- | ---------------- | ----------------------- | ------------ |
| 2002 | The Racer’s Group        | Porsche 996 GT3 RS  | Kevin Buckler     | Lucas Luhr       | Rang 16 und Klassensieg |              |
| 2003 | The Racer’s Group        | Porsche 996 GT3 RS  | Kevin Buckler     | Jörg Bergmeister | Rang 20                 |              |
| 2005 | White Lightning Racing   | Porsche 996 GT3 RSR | Patrick Long      | Jörg Bergmeister | Rang 11                 |              |
| 2009 | Audi Sport Team Joest    | Audi R15 TDI        | Alexandre Premat  | Romain Dumas     | Rang 17                 |              |
| 2010 | Audi Sport North America | Audi R15 TDI        | Mike Rockenfeller | Romain Dumas     | Gesamtsieg              |              |
| 2011 | Audi Sport Team Joest    | Audi R18            | Mike Rockenfeller | Romain Dumas     | Ausfall                 | Unfall       |
| 2013 | Porsche AG Team Manthey  | Porsche 911 RSR     | Patrick Pilet     | Jörg Bergmeister | Rang 16                 |              |
| 2014 | Porsche Team             | Porsche 919 Hybrid  | Mark Webber       | Brendon Hartley  | Ausfall                 | Ölpumpe      |
| 2015 | Porsche Team             | Porsche 919 Hybrid  | Mark Webber       | Brendon Hartley  | Rang 2                  |              |
| 2016 | Porsche Team             | Porsche 919 Hybrid  | Mark Webber       | Brendon Hartley  | Rang 13                 |              |
| 2017 | Porsche LMP Team         | Porsche 919 Hybrid  | Earl Bamber       | Brendon Hartley  | Gesamtsieg              |              |
| 2018 | Porsche GT Team          | Porsche 991 RSR GTE | Sven Müller       | Romain Dumas     | Ausfall                 | Chassisbruch |

### Sebring-Ergebnisse
| Jahr | Team                  | Fahrzeug            | Teamkollege       | Teamkollege      | Platzierung            | Ausfallgrund |
| ---- | --------------------- | ------------------- | ----------------- | ---------------- | ---------------------- | ------------ |
| 2001 | Alex Job Racing       | Porsche 911 GT3-RS  | Randy Pobst       | Christian Menzel | Rang 9                 |              |
| 2002 | Alex Job Racing       | Porsche 911 GT3-RS  | Jörg Bergmeister  | Marc Lieb        | Ausfall                | Elektrik     |
| 2003 | Alex Job Racing       | Porsche 911 GT3-RS  | Jörg Bergmeister  |                  | Rang 17                |              |
| 2004 | Alex Job Racing       | Porsche 911 GT3-RSR | Sascha Maassen    |                  | Rang 8 und Klassensieg |              |
| 2005 | Alex Job Racing       | Porsche 996 GT3-RSR | Sascha Maassen    | Romain Dumas     | Ausfall                | Motorschaden |
| 2006 | Penske Motorsports    | Porsche RS Spyder   | Patrick Long      | Romain Dumas     | Ausfall                | Mechanik     |
| 2007 | Penske Racing         | Porsche RS Spyder   | Hélio Castroneves | Romain Dumas     | Rang 5                 |              |
| 2008 | Penske Racing         | Porsche RS Spyder   | Emmanuel Collard  | Romain Dumas     | Gesamtsieg             |              |
| 2011 | Audi Sport Team Joest | Audi R15 TDI        | Mike Rockenfeller | Romain Dumas     | Rang 5                 |              |
| 2012 | Audi Sport Team Joest | Audi R18 TDI        | Loïc Duval        | Romain Dumas     | Rang 2                 |              |
| 2019 | Mazda Team Joest      | Mazda RT24-P        | Tristan Nunez     | Oliver Jarvis    | Ausfall                | Elektrik     |

### Einzelergebnisse in der FIA-Langstrecken-Weltmeisterschaft
| Saison  | Team                 | Rennwagen           | 1   | 2   | 3   | 4   | 5   | 6   | 7   | 8   | 9   |
| ------- | -------------------- | ------------------- | --- | --- | --- | --- | --- | --- | --- | --- | --- |
| 2012    | Audi Team Joest      | Audi R18            | SEB | SPA | LEM | SIL | SAO | BAH | FUJ | SHA |     |
| 2012    | Audi Team Joest      | Audi R18            | 2   |     |     |     |     |     |     |     |     |
| 2013    | Porsche Team Manthey | Porsche 911 RSR     | SIL | SPA | LEM | SAO | AUS | FUJ | SHA | BAH |     |
| 2013    | Porsche Team Manthey | Porsche 911 RSR     | 20  | DNF | 16  |     |     |     |     |     |     |
| 2014    | Porsche              | Porsche 919 Hybrid  | SIL | SPA | LEM | AUS | FUJ | SHA | BAH | SAO |     |
| 2014    | Porsche              | Porsche 919 Hybrid  | 3   | 23  | DNF | 5   | 3   | 6   | 3   | DNF |     |
| 2015    | Porsche              | Porsche 919 Hybrid  | SIL | SPA | LEM | NÜR | AUS | FUJ | SHA | BAH |     |
| 2015    | Porsche              | Porsche 919 Hybrid  | DNF | 3   | 2   | 1   | 1   | 1   | 1   | 5   |     |
| 2016    | Porsche              | Porsche 919 Hybrid  | SIL | SPA | LEM | NÜR | MEX | AUS | FUJ | SHA | BAH |
| 2016    | Porsche              | Porsche 919 Hybrid  | DNF | 26  | 13  | 1   | 1   | 1   | 3   | 1   | 3   |
| 2017    | Porsche              | Porsche 919 Hybrid  | SIL | SPA | LEM | NÜR | MEX | AUS | FUJ | SHA | BAH |
| 2017    | Porsche              | Porsche 919 Hybrid  | 2   | 3   | 1   | 1   | 1   | 1   | 4   | 2   | 2   |
| 2018/19 | Porsche              | Porsche 991 RSR GTE | SPA | LEM | SIL | FUJ | SHA | SEB | SPA | LEM |     |
| 2018/19 | Porsche              | Porsche 991 RSR GTE | DNF |     |     |     |     |     |     |     |     |

## Ehrungen
- ADAC Motorsportler des Jahres 2010
- Saarsportler des Jahres 2017